# Tegeingl

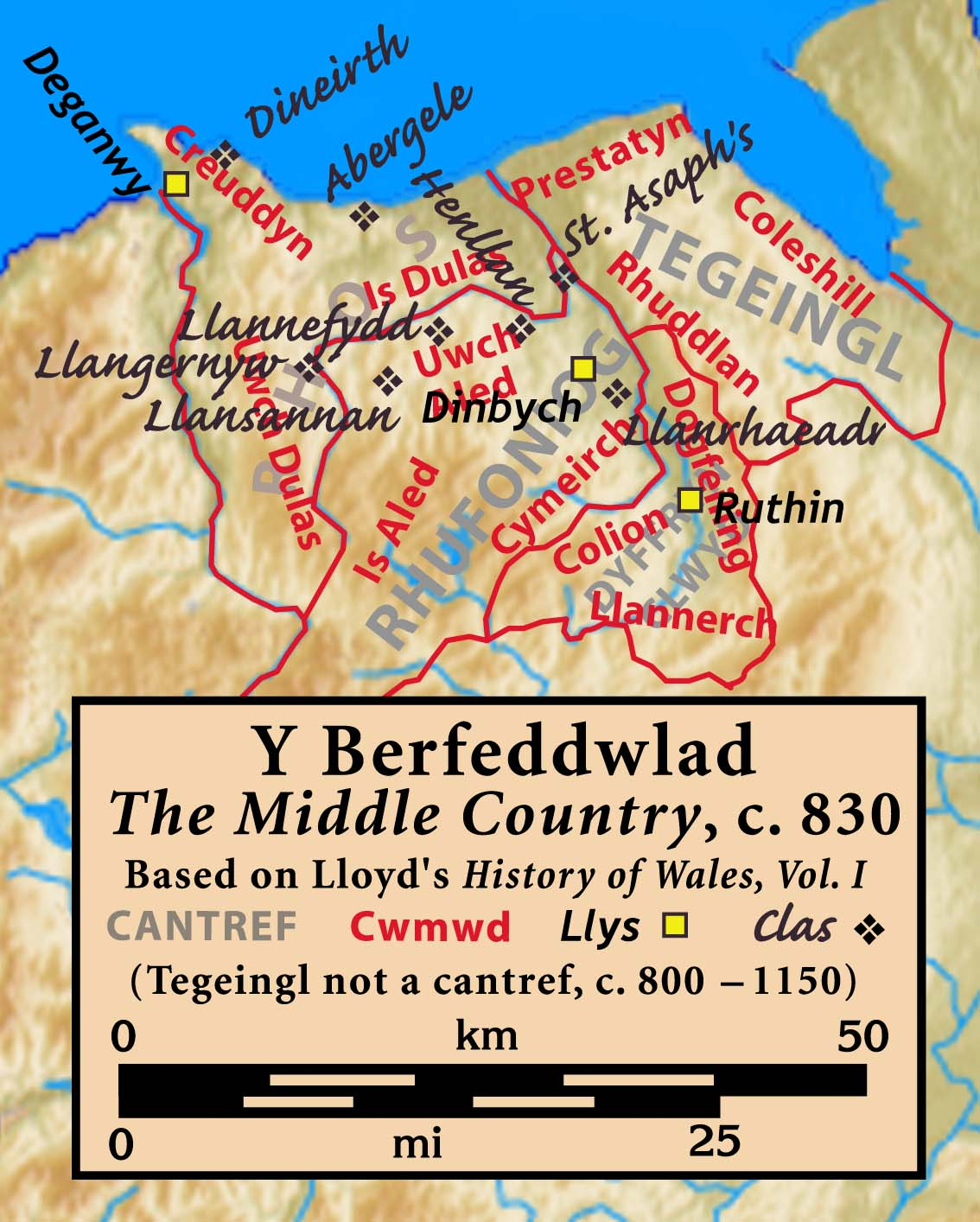
Karte von Perfeddwlad mit Tegeingl

Tegeingl war ein historisches Cantref in Nordostwales.
Es lag zwischen dem Westufer des Flusses Dee und dem Fluss Clwyd und wurde auf Englisch Englefield genannt. Beide Namen haben ihren Ursprung von dem von Tacitus erwähnten keltischen Stamm Deceangli. Tegeingl bestand aus den drei Commotes Rhuddlan, Prestatyn und Cwnsyllt (englisch Coleshill). Durch ihre Lage an der Mündung des River Dee war die Region jahrhundertelang zwischen den walisischen Königreichen Powys und Gwynedd, ab dem 9. Jahrhundert zwischen Walisern und Angelsachsen aus Mercia und später zwischen Walisern und Anglonormannen aus Chester umkämpft. Bereits im 10. Jahrhundert entstand Rhuddlan Castle, das zur wichtigsten Burg der Region wurde. Ab dem 12. Jahrhundert gehörte Tegeingl zusammen mit Rhos, Rhufoniog und Dyffryn Clwyd zu Perfeddwlad, den vier Cantrefi zwischen River Conwy und River Dee. Durch die Eroberung von Wales durch König Eduard I. wurde Tegeingl 1282 endgültig von England erobert und Teil der Grafschaft Flintshire.